# 陈怀宇
陈怀宇（1970年—），男，汉族，中华人民共和国政治人物。曾任中国银行副行长，海南省人民政府副省长。现任中国进出口银行董事长。

## 生平
1992年毕业于北京外国语学院，1999年取得对外经济贸易大学经济学硕士学位。
2021年4月至2023年1月，陈怀宇任中国银行副行长。期间，中国银行行长为刘金。
2023年1月任海南省政府副省长。
2025年3月，任中国进出口银行董事长。